# Crassula elegans
Crassula elegans är en fetbladsväxtart. Crassula elegans ingår i släktet krassulor, och familjen fetbladsväxter. Utöver nominatformen finns också underarten C. e. namibensis.